# Пушкин, Вениамин Ноевич
Вениамин Ноевич Пушкин (1931—1979) — советский учёный-психолог, доктор педагогических наук (по психологии, 1967), профессор (1972).
Специалист в области психологии труда, психологии мышления и творчества, связи психологии и кибернетики, теории и философии психологии. Автор более 180 научных работ, часть которых издана в 18 странах на 13 языках. Являлся членом общества психологов СССР.

## Биография
Родился 6 августа 1931 года.
В 1956 году окончил психологическое отделение философского факультета Московского государственного университета им. М. В. Ломоносова. Затем учился в аспирантуре и в 1961 году защитил кандидатскую диссертацию на тему «Психологическая характеристика диспетчерского труда при телемеханическом управлении производственным процессом». В 1966 году защитил докторскую диссертацию на тему «Оперативное мышление в больших системах».
В течение ряда лет В. Н. Пушкин занимался экспериментальной и теоретической разработкой проблем психологии диспетчерского труда на железнодорожном транспорте во Всесоюзном научно-исследовательском институте железнодорожной гигиены (ныне — ВНИИЖГ Роспотребнадзора), а затем работал в Институте общей и педагогической психологии Академии педагогических наук СССР (НИИ ОПП АПН СССР). В 1967 году в этом НИИ он организовал лабораторию эвристики, которую возглавлял до конца жизни. Под его руководством были защищены 12 кандидатских и 1 докторская диссертации.
В 1970-х годах Вениамин Ноевич занимался исследованием проблем парапсихологии и психоэнергетической регуляции деятельности, выдвигая ряд идей, изменяющих традиционные представления о сущности психического, о психологических возможностях человека, несмотря на то, что эта тема в СССР была под запретом. Был раскритикован в журнале «Вопросы философии» и обвинен в занятии «лженаукой». Впоследствии смог заниматься исследованиями новой в отечественной психологии проблемой психоэнергетики и предложил ряд новационных идей, кардинальным образом меняющих представления о сущности психического, о психологических возможностях человека. Делал доклады по этой тематике в Институте психологии Академии наук СССР.
Умер 21 октября 1979 года в Москве.